# Petre S. Aurelian
Petre S Aurelian (Slatina, 13 dicembre 1833 – Bucarest, 24 gennaio 1909) è stato un politico rumeno, primo ministro della Romania dal 2 dicembre 1896 al 12 aprile 1897.
Dopo aver studiato a Parigi, tornò in Romania dove iniziò a lavorare come ingegnere al Ministero dei Lavori Pubblici.
Eletto deputato, poi senatore ricoprì anche due volte la carica di Ministro dei Lavori Pubblici, dell'Agricoltura e dell'Istruzione.
Fu inoltre presidente dell'Accademia romena dal 1896 al 1897.